# 周家庄站
周家庄站（建设阶段称十八里店站）是一个位于中国北京市朝阳区十八里店地区周家庄村大羊坊路与闽龙东路交叉口南侧，属于北京地铁17号线的地铁车站。本站为17号线开工后在朝阳港-十里河盾构区间的增设车站，2018年确定兴建，采用先隧后站、先附属后主体的方法施工，主体结构已于2021年1月13日封顶，2021年12月31日随17号线十里河至嘉会湖段开通运营。

## 车站结构

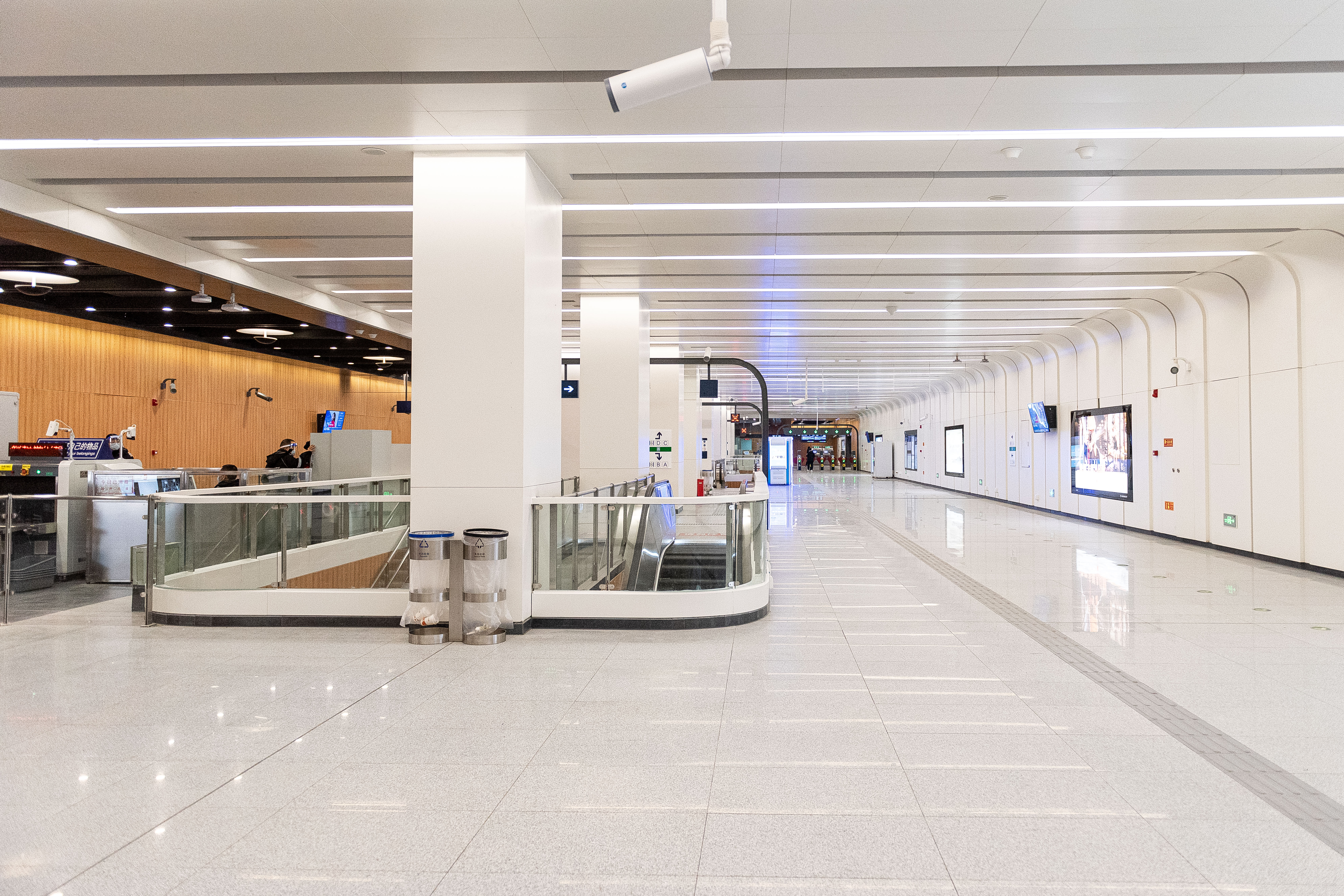
站厅

本站为明挖地下双层单柱两跨岛式车站，总长299.2米，有效站台长186米，底板埋深17.45米，车站标准段宽度21.1米。
| 地面 | 街道               | 出入口                            |  |  |
| B1层 | 站厅               | 客服中心、自动售票机、进出站闸机  |  |  |
| B2层 |                    | █ 17号线 往未来科学城北（十里河） |  |  |
|      | 岛式站台，左侧开门 |                                   |  |  |
|      |                    | █ 17号线 往嘉会湖（十八里店）     |  |  |

## 出入口
本站设有4个出入口，其中A、C口设有直梯。
|                       |                  |                              |      |            |
| 编号                  | 指示             | 建议前往的目的地             | 照片 | 无障碍设施 |
| 出口 · A · 升降机标志 | 大羊坊路（南侧） | 大洋路批发市场               |      |            |
| 出口 · B              | 大羊坊路（北侧） | 小武基路（南侧）、西大望南路 |      | 不適用     |
| 出口 · C · 升降机标志 | 大羊坊路（北侧） | 闽龙陶瓷总部基地             |      |            |
| 出口 · D              | 大羊坊路（南侧） | 闽龙广场                     |      | 不適用     |
| 註： 設有             |                  |                              |      |            |

## 历史
2018年2月，北京市重大项目建设指挥部办公室与朝阳区政府研究了17号线新增十八里店站等问题。同年12月，本站（当时称十八里店站）的车站施工前期工作正式开始。
2019年3月，因应本站建设的需要，大羊坊路北侧的4家临街陶瓷店被拆除。同年11月21日，17号线朝阳港-十里河区间左线盾构机穿越本站围护结构南端的地连墙。
2021年1月13日，本站主体结构提前46天实现封顶。
2021年7月19日，北京市规划和自然资源委员会提出的17号线工程沿线车站命名预案中，本站的命名预案改为周家庄站，十八里店站这一站名则被用于原朝阳港站。同年11月9日，本站在北京市规自委的地名公告中继续沿用周家庄这一站名。